# Santa Maria de Castelldans
Santa Maria de Castelldans és una església del municipi de Castelldans (Garrigues) inclosa en l'Inventari del Patrimoni Arquitectònic de Catalunya.

## Descripció
Església de planta de creu llatina d'una sola nau amb capelles laterals comunicades i coberta amb volta de canó. Als peus del recinte hi ha el campanar de base quadrada i cos superior sensiblement vuitavat; està rematat amb una cornissa i balustres. A la zona del creuer hi ha una cúpula central damunt de petxines. Sota el cor, la volta és rebaixada; està ornamentada amb esgrafiats geomètrics; al centre té un cercle amb les inicials de Jesús i la data de 1881 envoltada per un escut amb àngels i una corona.
El conjunt és força auster, d'estil neoclàssic. La façana no té cap portada monumental, només té unes motllures al voltant de la porta i l'anagrama d'"Scala Dei" i la data de 1679, possiblement la data del fi de les obres. El remat és en forma triangular que al centre té un òcul.
Està tota feta de carreus perfectament escairats que han estat aprofitats de construccions anteriors com ho demostren les marques de picapedrers; la pedra s'ha deixat vista. Hi ha molta humitat fins i tot aixeca el paviment de rajola vermella i pedra.
L'altar major està presidit per una escultura de pedra de la Mare de Déu, dels segles XIV-XV, d'estil gòtic.